# Polystichum keysserianum
Polystichum keysserianum är en träjonväxtart som beskrevs av Eduard Rosenstock. Polystichum keysserianum ingår i släktet Polystichum och familjen Dryopteridaceae. Inga underarter finns listade.